# Editorial Cuadernos para el Diálogo
La Editorial Cuadernos para el Diálogo (EDICUSA) fue una compañía mercantil responsable principalmente de la edición de la revista Cuadernos para el Diálogo.

## Historia
Fundada por Joaquín Ruiz-Giménez el 30 de marzo de 1965 con un capital de 1.000.000 pesetas, conjuntamente con Antonio Menchaca Careaga, Mariano Aguilar Navarro, Francisco Sintes Obrador y José María Riaza, que formaron parte también del Consejo de Redacción de la revista Cuadernos para el Diálogo, un proyecto que duraría quince años (el último número de la revista vio la luz en octubre de 1978).
La Editorial Cuadernos para el Diálogo (EDICUSA) se lanzó a los pocos meses de la revista para darle cobertura legal y aprovechar su canal de distribución. En la Junta de Fundadores aparecen otros nombres: Valentín Clemente, gerente de la publicación, Óscar Alzaga, José Luis Castillo Puche, Julio Rodríguez Aramberri y Leopoldo Torres Boursault.